# WISE J0254+0223
WISE J0254+0223 – brązowy karzeł należący do typu widmowego T, znajdujący się w gwiazdozbiorze Wieloryba w odległości około 15 lat świetlnych. Brązowy karzeł został odkryty przez astronomów Leibniz Institute for Astrophysics Potsdam przy użyciu teleskopu kosmicznego WISE. Jest to jeden z obiektów najbliższych Słońca.